# Melica minuta subsp. arrecta
Melica minuta subsp. arrecta é uma subespécie de planta com flor pertencente à família Poaceae. 
A autoridade científica da subespécie é (Kunze) Breistr., tendo sido publicada em Bull. Soc. Bot. France 87: 48. 1940.

## Portugal
Trata-se de uma subespécie presente no território português, nomeadamente em Portugal Continental.
Em termos de naturalidade é nativa da região atrás indicada.

## Protecção
Não se encontra protegida por legislação portuguesa ou da Comunidade Europeia.